# Jarosław Nieciecki
Jarosław Nieciecki (ur. 16 kwietnia 1906 w Kownie, zm. 29 września 1977) – polski wioślarz, narciarz, działacz AZS, dziennikarz.

## Życiorys
Syn Ludwika i Leokadii Talmont. W 1926 ukończył gimnazjum im Adama Mickiewicza w Wilnie. Następnie ukończył studia na kierunkach prawo i humanistyka. W młodości uprawiał narciarstwo. Był mistrzem Polski AZS w biegach narciarskich. Uprawiał wioślarstwo i siatkówkę w Wileńskim Towarzystwie Wioślarskim i KPW Ognisko. Po zakończeniu kariery sportowej został międzynarodowym sędzią lekkoatletycznym i trenerem wioślarstwa. Był wiceprezesem okręgowych związków Bokserskiego Lekkoatletycznego i Hokeja na Lodzie. W 1926 zadebiutował w prasie wileńskiej. Do 1939 kierował działami sportowymi Dziennika Wileńskiego i Kuriera Wileńskiego. W latach 1934-1939 pracował w rozgłośni wileńskiej Polskiego Radia jako referent sportowy, a następnie sekretarz generalny. Wspólnie z Konstantym Ildefonsem Gałczyńskim przeprowadził transmisję z Chellengu lotniczego w którym na samolocie RWD-6 zwycięstwo odnieśli Franciszek Żwirko i Stanisław Wigura. W 1936 był korespondentem na igrzyskach olimpijskich w Berlinie. Był również korespondentem Przeglądu Sportowego, Raz, Dwa, Trzy Stadionu i Ilustrowanego Kuriera Codziennego. W 1939 w czasie wojny został dyrektorem rozgłośni i prowadził sport na antenie. Po zakończeniu wojny w 1945 znalazł się w Łodzi i został w gazetach Express Ilustrowany, Dziennik Łódzki następnie Dziennik Popularny. Pracował przy obsłudze letnich igrzysk olimpijskich w Londynie i igrzysk olimpijskich w Monachium. Dwukrotnie odznaczony Srebrnym Krzyżem Zasługi w 1938 i 1958 oraz Krzyżem Kawalerskim Orderu Odrodzenia Polski.